# TV-prisen
TV-prisen er Riksmålsforbundets pris for fremragende sprogbrug på fjernsyn. Prisen har sine rødder i Lytterprisen, som blev etableret i 1960 som en pris, der blev uddelt til personer, der havde udmærket sig inden for både radio og fjernsyn. Lytterprisen blev i 2003 delt i en pris for radio, som beholdt navnet Lytterprisen, og en ny pris for fjernsyn, TV-prisen.
TV-prisen uddeles sammen med Lytterprisen og presseprisen Gullpennen på et fælles arrangement for Riksmålsforbundets mediepriser.

## Prisvindere
- 2003: Trond-Viggo Torgersen
- 2004: Anne Sandvik Lindmo
- 2005: Petter Schjerven
- 2006: Einar Lunde
- 2007: Anne Grosvold
- 2008: Noman Mubashir
- 2009: Stian Barsnes-Simonsen
- 2010: Nadia Hasnaoui
- 2011: Knut Nærum
- 2012: Vår Staude
- 2013: Davy Wathne
- 2014: Team Bachstad
- 2015: Line Andersen [1]
- 2016: Yama Wolasmal [1]
- 2017: Hans Olav Brenner[1]
- 2018: Nina Owing[2]